# گوموش‌اوزو (یوسف‌علی)
گوموش‌اوزو (به ترکی استانبولی: Gümüşözü) یک منطقهٔ مسکونی در ترکیه است که در یوسف‌علی واقع شده‌است. گوموش‌اوزو ۷۳ نفر جمعیت دارد.